# Twisted Metal: Black
Twisted Metal: Black — видеоигра в жанре гонок на выживание, разработанная компанией Incognito Entertainment, пятая игра серии. Издана Sony Computer Entertainment в 2001 году эксклюзивно для консоли PlayStation 2. Позже была выпущена бесплатная онлайн-версия — Twisted Metal: Black Online. В 2012 году цифровая версия стала доступна обладателям PlayStation 3 в качестве бонуса за предзаказ новой игры, а в 2015 была переиздана на PlayStation 4.

## Сюжет
Действие игры происходит в городке Midtown. В лечебнице Blackfield Asylum содержится множество опасных убийц, маньяков и психопатов: у каждого героя своя история и своя причина, почему он докатился до такой жизни. В один день все меняется: на пороге лечебницы появляется человек, называющий себя Каллипсо. Он предлагает заключенным принять участие в его турнире, главный приз которого — исполнение заветного желания.

## Игровой процесс
Игра представляет собой боевые гонки на закрытых аренах. Игрок выбирает одного из нескольких предложенных персонажей, после чего участвует в череде боев с другими противниками. Каждый персонаж обладает различными показателями скорости, прочности, управляемости и силы спецатаки. Арсенал участников обширен, большая часть оружия и улучшений разбросаны по аренам в виде бонусов. Цель каждого уровня — уничтожить всех соперников и не погибнуть самому. В одиночном режиме представлено три типа игры. В режиме Story игрок выбирает одного из персонажей, после чего проходит его сюжетную линию, получая финальную концовку. Challenge предлагает игрокам самим выбрать участника и арену, после чего следует стандартный геймплей. В режиме Endurance необходимо выстоять против бесконечно надвигающихся волн врагов.
В самой игре появилось несколько новых геймплейных моментов. По аренам теперь бегают простые люди, которых игрок может давить или расстреливать. Появилась система разрушений, что позволяет сравнивать с землей небольшие дома и пробивать стены. По аренам теперь летает вертолет, способный подкинуть участникам какое-нибудь оружие или апгрейд.
Другие изменения коснулись непосредственно мира игры. Игра стала значительно мрачнее, сменив шутливый тон на более гнетущий и пугающий. Каждый персонаж наделен внятной историей, которая рассказывает о жизни до турнира. Действие вновь разворачивается на отдельно взятой территории, а не по всему свету. Кроме того, личности самих персонажей были изменены: их наделили более реалистичными чертами характера, добавив реальные симптомы психических отклонений.

## Европейская версия
Европейская версия игры подверглась жесткой цензуре. Главное отличие от западного релиза — полное отсутствие видеороликов (из-за чего пункт Movies переименован в Credits). Убраны все текстовые сообщения каждого из персонажей во время загрузки уровня (что полностью убирает сюжет из игры). Из уничтоженных машин больше не выбегают горящие водители. Также был вырезан Боинг 747, падающий на одной из арен.

## Реакция
| Сводный рейтинг    | Сводный рейтинг                 |
| Агрегатор          | Оценка                          |
| ------------------ | ------------------------------- |
| GameRankings       | 88,52 %                         |
| Metacritic         | 91/100 (основано на 15 обзорах) |
| Иноязычные издания |                                 |
| Издание            | Оценка                          |
| Edge               | 9/10                            |
| GameRevolution     | A-                              |
| GameSpot           | 9,5/10                          |
| IGN                | 9,6/10                          |
| Gaming Age         | A-                              |
| Game Critics       | 9,0/10                          |

| Сводный рейтинг | Сводный рейтинг |
| Агрегатор       | Оценка          |
| --------------- | --------------- |
| GameRankings    | 75,31 %         |

Twisted Metal: Black получила весьма позитивные отзывы. Игра получила оценку 9,5 из 10 от Gamespot и оценку 9.6 из 10 от IGN. В «Gamespot’s Best and Worst of 2001», игра была номинирована как «лучший боевик», и получила 9 место в категории «Игра года».